# Georgian Bluffs
Georgian Bluffs es un municipio canadiense situado en la provincia de Ontario.

## Superficie
Georgian Bluffs tiene una superficie de 599,96 km².

## Demografía
En 2021, tenía 11 100 habitantes, una densidad poblacional de 18,5 hab./km², y 5269 viviendas.